# رابرت تفت
رابرت تفت (به انگلیسی: Robert Taft) سناتور سابق عضو حزب جمهوری‌خواه ایالات متحده آمریکا بود. وی در سال ۱۹۳۹ تا ۱۹۵۳ میلادی سناتور ایالت اوهایو در سنای ایالات متحده آمریکا بود.